# Taner Ölmez
Taner Ölmez (Tunceli, 9 agosto 1986) è un attore e musicista turco.

## Biografia
Nato nel 1986 a Tunceli (Turchia) da una famiglia di origine zaza, Taner Ölmez ha un fratello maggiore, Taylan Özgür, anche lui musicista. Dopo aver completato l'istruzione primaria e secondaria, ha deciso di iscriversi presso il dipartimento teatrale del conservatorio statale dell'Università di Istanbul, dove al termine degli studi ha conseguito la laurea e successivamente ha iniziato a lavorare prendendo parte a diversi spot pubblicitari come Ülker Albeni, Ülker Sunny, Piyale Pigafest, Turkcell, Finish e Lysol.
Nel 2009 ha fatto il suo debutto televisivo con il ruolo di Hayati nella serie in onda su Star TV Kül ve Ateş. Nel 2009 e nel 2010 ha interpretato il ruolo di Gıyabettin nella serie in onda su ATV Kapalıçarşı. Nel 2010 è apparso con il ruolo di Yavuz Moran da giovane nella serie in onda su ATV Aşk ve Ceza e ha recitato nell'opera teatrale Çatı. L'anno successivo, nel 2011, ha ottenuto il ruolo di Mustafa nella serie in onda su ATV İstanbul'un Altınları. Nello stesso anno ha preso parte allo spettacolo teatrale Aut presso il teatro İkincikat. Nel 2012 ha ricoperto il ruolo di Deniz nella serie in onda su Star TV Çıplak Gerçek e quello di Celal nel film Uzun Hikâye diretto da Osman Sınav.
Nel 2012 e nel 2013 ha interpretato il ruolo di Sadık nella serie in onda su Kanal D Kayıp Şehir. Nel 2013 è entrato a far parte del cast della serie in onda su ATV Tatar Ramazan, nel ruolo di Çoban Ahmet. Dal 2013 al 2015 è stato scritturato per interpretare il ruolo di Mert Asım Serez nella serie in onda su Star TV Medcezir, insieme agli attori Çağatay Ulusoy e Serenay Sarıkaya. Nel 2014 ha recitato nell'opera teatrale Katil Joe presso il teatro iN. Nel 2016 ha ricoperto il ruolo di Genç Osman nella serie in onda su Fox Il secolo magnifico: Kösem (Muhteşem Yüzyıl Kösem).
Nel 2017 ha interpretato il ruolo di Aleko nella serie in onda su Show TV Yüz Yüze e quello di Osman nel film Kırık Kalpler Bankası diretto da Onur Ünlü. Nello stesso anno ha preso parte allo spettacolo teatrale Semaver ve Kumpanya presso il teatro Semaver Kumpanya. Nel 2018 ha ricoperto il ruolo di Tayfur nella web serie di BluTV Dudullu Postası, quello di Halıcı Müşterisi nel film Gerçek Kesit: Manyak diretto da Onur Ünlü, quello di Ahmet Akbaş nel film Müslüm e quello dell'autostoppista nel cortometraggio Zor Yol.
Nel 2019 ha preso parte al cast della web serie di YouTube İçten Sesler Korosu, nel ruolo di Ayaz ed ha pubblicato l'album Memleket Nere con il gruppo musicale Barabar. Nello stesso anno ha ricoperto il ruolo di Alì Vefa nella serie in onda su Fox Kadın. Dal 2019 al 2021, sempre con il personaggio di Alì Vefa, è stato scelto per recitare nella serie televisiva medica in onda su Fox Il dottor Alì (Mucize Doktor), insieme agli attori Sinem Ünsal, Onur Tuna, Hazal Türesan, Murat Aygen e Reha Özcan. Nel 2020 ha ottenuto il ruolo di Burak nella web serie di Netflix The Protector (Hakan: Muhafız) ed ha recitato nel cortometraggio 25 Litre: Suyun Peşinde.
Nel 2022 ha interpretato il ruolo di Çınar Demir nella web serie di BluTV Alef. L'anno successivo, nel 2023, è entrato a far parte del cast della web serie di Netflix Yaratilan - La creatura (Yaratılan), nel ruolo di Ziya. Nello stesso anno ha recitato nello spettacolo teatrale Nasreddin Hoca presso il teatro Semaver Kumpanya. Nel 2024 ha ricoperto il ruolo del protagonista Barış Telli nel film Hayatla Barış diretto da Ekin Pandir. Nello stesso anno è stato scelto per interpretare il ruolo di Cesur Karan nella serie in onda su Show TV Deha.

## Vita privata
Il 29 giugno 2021 è convolato a nozze con la collega Ece Çeşmioğlu, dalla quale ha avuto una figlia, Zeynep, nata il 24 marzo 2022 e un figlio, Hazar, nato il 14 marzo 2024.

## Filmografia

### Cinema
- Uzun Hikâye, regia di Osman Sınav (2012)
- Kırık Kalpler Bankası, regia di Onur Ünlü (2017)
- Gerçek Kesit: Manyak, regia di Onur Ünlü (2018)
- Müslüm, regia di Ketche e Can Ulkay (2018)
- Hayatla Barış, regia di Ekin Pandir (2024)

### Televisione
- Kül ve Ateş – serie TV (Star TV, 2009)
- Kapalıçarşı – serie TV, 38 episodi (ATV, 2009-2010)
- Aşk ve Ceza – serie TV, 1 episodio (ATV, 2010)
- İstanbul'un Altınları – serie TV, 13 episodi (ATV, 2011)
- Çıplak Gerçek – serie TV, 1 episodio (Star TV, 2012)
- Kayıp Şehir – serie TV, 25 episodi (Kanal D, 2012-2013)
- Tatar Ramazan – serie TV, 3 episodi (ATV, 2013)
- Medcezir – serie TV, 77 episodi (Star TV, 2013-2015)
- Il secolo magnifico: Kösem (Muhteşem Yüzyıl Kösem) – serie TV, 12 episodi (Fox, 2016)
- Yüz Yüze – serie TV, 2 episodi (Show TV, 2017)
- Kadın – serie TV (Fox, 2019)
- Il dottor Alì (Mucize Doktor) – serie TV, 64 episodi (Fox, 2019-2021)
- Deha – serie TV (Show TV, 2024)

### Web TV
- Dudullu Postası – web serie, 13 episodi (BluTV, 2018)
- İçten Sesler Korosu – web serie, 1 episodio (YouTube, 2019)
- The Protector (Hakan: Muhafız) – web serie, 8 episodi (Netflix, 2020)
- Alef – web serie, 8 episodi (BluTV, 2022)
- Yaratilan - La creatura (Yaratılan) – web serie, 8 episodi (Netflix, 2023)

### Cortometraggi
- Zor Yol (2018)
- 25 Litre: Suyun Peşinde (2020)

## Teatro
- Çatı (2010)
- Aut, presso il teatro İkincikat (2011)
- Katil Joe, presso il teatro iN (2014)
- Semaver ve Kumpanya, presso il teatro Semaver Kumpanya (2017)
- Nasreddin Hoca, presso il teatro Semaver Kumpanya (2023)

## Spot pubblicitari
- lker Albeni
- Ülker Sunny
- Piyale Pigafest
- Turkcell
- Finish
- Lysol

## Discografia

### Album
- 2019 – Memleket Nere (con i Barabar)

## Doppiatori italiani
Nelle versioni in italiano dei suoi film e delle sue serie TV, Taner Ölmez è stato doppiato da:
- Federico Viola[35] ne Il dottor Alì[36]
- Alessandro Campaiola[37] in Yaratilan - La creatura[38]
- Simone Veltroni[39] in The Protector[40]

## Riconoscimenti
- Altın 61
  - 2020: Vincitore come Miglior attore dell'anno per la serie Il dottor Alì (Mucize Doktor)
- Ayakli Gazete TV Stars Awards
  - 2020: Vincitore come Miglior attore in una serie televisiva per Il dottor Alì (Mucize Doktor)
  - 2021: Candidato come Miglior attore in una serie televisiva per Il dottor Alì (Mucize Doktor)
- ELLE Style Awards
  - 2019: Vincitore come Attore emergente dell'anno per la serie Il dottor Alì (Mucize Doktor)
- International Izmir Film Festival
  - 2020: Candidato come Miglior attore in una serie televisiva per Il dottor Alì (Mucize Doktor)
- Golden Palm Awards
  - 2020: Candidato come Miglior attore in una serie televisiva per Il dottor Alì (Mucize Doktor)
- Pantene Golden Butterfly Awards
  - 2019: Vincitore come Miglior attore per la serie Il dottor Alì (Mucize Doktor)
  - 2020: Candidato come Attore televisivo maschile dell'anno per la serie Il dottor Alì (Mucize Doktor)
- Premio Dilek dell'Università di Yeditepe
  - 2020: Vincitore come Miglior attore per la serie Il dottor Alì (Mucize Doktor)
- Premio Kristal Geyik
  - 2021: Vincitore come Miglior attore dell'anno per la serie Il dottor Alì (Mucize Doktor)
- Premio Sinemaport
  - 2021: Vincitore come Miglior attore rivoluzionario per la serie Il dottor Alì (Mucize Doktor)
- Premio sui social media IEEE METU
  - 2021: Vincitore come Attore di maggior successo dell'anno per la serie Il dottor Alì (Mucize Doktor)
- Premio teatrale Afife
  - 2014: Vincitore come Attore non protagonista di maggior successo dell'anno per l'opera teatrale Katil Joe
- PRODU Awards
  - 2020: Vincitore come Miglior attore in una serie straniera per Il dottor Alì (Mucize Doktor)
- Sadri Alisik Theatre and Cinema Awards
  - 2014: Candidato come Miglior attore non protagonista
- Turkey Youth Awards
  - 2020: Candidato come Miglior attore televisivo per la serie Il dottor Alì (Mucize Doktor)